# Verwaltungsgemeinschaft Wörth an der Isar
Die Verwaltungsgemeinschaft Wörth an der Isar liegt im niederbayerischen Landkreis Landshut und wird von folgenden Gemeinden gebildet: Postau, Weng und Wörth an der Isar.

## Geschichte
Die Verwaltungsgemeinschaft Wörth an der Isar wurde am 1. Mai 1978 gegründet. Ihr gehörte anfangs bis 31. Dezember 1979 auch die Gemeinde Niederaichbach an.

## Einwohner
Zum 31. Dezember 2013 betrug die Einwohnerzahl 5.689. Bis zum 30. September 2014 hat sie sich auf 5.733 erhöht, was einem Wachstum von 0,77 Prozent entspricht. Zum 31. Dezember 2015 ist sie erneut auf 5.891 gestiegen.

## Politik
Der rechtliche Rahmen für Verwaltungsgemeinschaften wird durch die Verwaltungsgemeinschaftsordnung für den Freistaat Bayern (Verwaltungsgemeinschaftsordnung – VGemO) gesetzt.
Sitz der Verwaltungsgemeinschaft ist Wörth an der Isar. Sie erbringt 301 verschiedene behördliche Leistungen. Den Vorsitz führt Johann Angstl, 1. Bürgermeister von Postau.
| Gemeinde       | Wappen | Fläche km² | Einwohner 31. Dezember 2023 | EW-Dichte EW je km² | Höhe über NHN |
| -------------- | ------ | ---------- | --------------------------- | ------------------- | ------------- |
| Postau         |        | 34,80      | 1.692                       | 49                  | 388           |
| Weng           |        | 15,62      | 1.379                       | 88                  | 379           |
| Wörth a.d.Isar |        | 4,84       | 3.093                       | 639                 | 369           |